# スポーツ大国
スポーツ大国とは、スポーツが盛んに行われている国、オリンピックなどの国際大会で好成績の国をスポーツ大国と呼ぶことがある。サッカーの強豪国はサッカー大国と呼ばれる。

## 概要
一般に決まった定義はないがアメリカ合衆国をスポーツ大国と呼ぶことが多い。アメリカ合衆国は、スポーツ教育が活発に行われておりオリンピックや国際大会で好成績を収めている。国内では、NFL（アメリカンフットボール）、MLB（野球）、NBA（バスケットボール）、NHL（アイスホッケー）は「北米4大プロスポーツリーグ（北米4大スポーツ）」と称されて高い人気を誇っている。